# Gamera
Gamera (japanska: ガメラ), ibland kallad "barnens beskyddare", är en fiktiv 60-80 meter hög, flygande, eldsprutande jättemonstersköldpadda hörande Daieis mediafranchise som ursprungligen skapades som ett svar på den konkurrerande filmstudion Tohos populära jättemonster Godzilla. Likt Godzilla var Gamera ursprungligen ett fientligt monster som trampade ner städer men med filmografins gång har karaktären utvecklats till en barnens beskyddare i kampen mot andra jättemonster.
Gamera är snarlik en alligatorsköldpadda och har ett sågtandat ryggsmal men med två stora bete-liknande sabeltänder i underkäkens mungipor. Han har förmågan att spruta eld och kan flyga genom att fälla in sina bakben i skalet och spruta jetstrålar från dess öppningar.
Många av filmerna har varit med i Mystery Science Theater 3000.

## Filmografi
1. Gamera (Daikaiju Gamera)  (1965)
2. Gamera vs. Barugon (Daikaijuu kessen: Gamera tai Barugon) (1966)
3. Gamera vs. Gyaos (Daikaijuu kuchu kessen: Gamera tai Gyaosu) (1967)
4. Gamera vs. Viras (Gamera tai uchu kaiju Bairasu) (1968)
5. Gamera vs. Guiron (Gamera tai daikaijuu Giron) (1969)
6. Gamera vs. Jiger (Gamera tai daimajuu Jaiga) (1970)
7. Gamera vs. Zigra (Gamera tai shinkai kaijuu Jigura) (1971)
8. Gamera: Super Monster (Uchu kaijuu Gamera) (1980)
9. Gamera: Guardian of the Universe (Gamera: Daikaijuu Kuchu Kessen) (1995)
10. Gamera 2: Advent of the Legion (Gamera 2: Region Shurai) (1996)
11. Gamera 3: The Awakening of Iris (Gamera 3: Iris Kakusei) (1999)
12. Gamera the Brave (Chiisaki Yūsha-tachi ~Gamera~) (2006)
13. Gamera: Rebirth (Gamera ribāsu) (TV-serie, 2023–)

## Monster i Gamera-serien
- Barugon
  - Barugon är ett dinosaurieliknande monster som går på fyra ben och har ett horn på huvudet. Den har kraften att skjuta ut en farlig stråle i form av en regnbåge ur sin rygg, Barugon kan också skjuta ut sin tunga ur munnen som en kameleont. Barugon var det första monstret som Gamera slogs mot. Folk har ibland blandat ihop Barugon med ett annat monster: Baragon från Godzilla-serien.

- Gyaos
  - Gyaos är ett monster i Gamera-serien som ser ut som en blandning mellan flygödla och fladdermus. Han är med i showa, heisei och millennium-serien. Han kan skjuta en gul laser ur munnen. Gyaos är känd som Gameras ärkefiende. Han har dessutom en kulspruta på ryggen och liknar mest en ödla utan ben.

- Viras

- Gurion
  - Gurion är en annan monster i Gamera-serien som har en kniv på huvudet som är 100 gånger hårdare än diamant. Han brukar skjuta iväg shuriken från huvudet. Gamera slogs mot Guiron på en utomjordisk planet.

- Space Gyaos
  - Är ormversionen av Gyaos. Slank som en fisk, snabb som en blixt och stark som en Ulgs[förtydliga]

- Jiger
  - Jiger är ett monster som ibland skjuter röd och blå och guldglittrig laser. Hon har även en vass kniv som hon brukar använda. Jiger liknar en triceratops.

- Zigra
  - Zigra har starka armar med farliga knivar på. Han tål inte eld.

- Legion
  - Legion har ett hemligt vapen som är livsfarligt.

- Iris
  - En utomjordisk varelse som är den slutliga motståndaren till Gamera i heisei-serien. Han har många tentakler och kan avfyra plasma-strålar från dem.

- Zedus